# شهرک ولی عصر (دهلران)
شهرک ولی عصر، روستایی در دهستان دشت عباس بخش دشت عباس شهرستان دهلران در استان ایلام ایران است.

## جمعیت
بر پایه سرشماری عمومی نفوس و مسکن در سال ۱۳۹۵، جمعیت این روستا برابر با ۹۴۲ نفر (۲۱۶ خانوار) بوده‌است.